# 云台山水库
云台山水库是中国湖北省襄阳市南漳县境内的一座水库，位于蛮河支流黑河上，建于1966年。水库正常库容为8900万立方米，集雨面积为236.5平方千米，海拔为164.5米。